# Castell de Sant Martí dels Castells
El Castell de Sant Martí dels Castells és un monument del municipi de Bellver de Cerdanya (Cerdanya) declarat bé cultural d'interès nacional. Constitueix una de les portes del Baridà. El conjunt medieval format pel castell i l'església homònima és situat sobre un petit pujol a l'esquerra del riu Segre que l'envolta fent un meandre.

## Descripció
L'espai disponible al cim del promontori en va condicionar la forma rectangular, d'uns 22 m de llarg per 4 m d'ample. Els murs, de 2 m de gruix a la base i que es van aprimant fins a tenir 1,20 m a la part superior, recolzen directament a la roca. L'aparell és de pedres mal tallades però disposades en files força regulars. Els carreus dels angles són més ben tallats i col·locats. La part més occidental és formada per una torre quadrada unida a una sala llarga que constitueix la part principal del castell. A l'interior, els murs són alts i acaben en una volta lleugerament apuntada i un mur interior separa la capella de la resta del conjunt. Aquesta sala té una finestra a l'est i tres a migdia damunt la porta d'accés, situada a uns 2,30 del sòl.
La meitat de llevant del conjunt és ocupada per l'església de Sant Martí dels Castells, construïda com una sala del castell destinada a ús religiós. Era, per tant, a la vegada església i fortalesa. S'hi accedeix directament per una porta situada a la façana sud, oberta amb posterioritat.

## Història
Documentat l'any 965, quan el comte Sunifred II de Cerdanya deixà per testament al seu germà Oliba les vinyes situades «ex juxta castrum Sancti Martini». El 1013, el castell surt documentat com a afrontació de dues peces de vinya, que devia ser el conreu de la contrada. Formava part del dispositiu de defensa que el comte de Cerdanya tenia enfront del comtat d'Urgell i guardava relació estratègica amb els castells de Miralles i el de Queralt que eren del comtat de Cerdanya. Els tres castells, que dominaven la frontera occidental del comtat, foren donats per Ramon I de Cerdanya al vescomte Bernat II, segons consta entre els anys 1050 i 1068 al «Liber feudorum maior». L'acumulació de terres i poders convertiria Bernat II en el senyor feudal més poderós del comtat fins que, en intentar expandir els seus dominis per la vall de Querol, el comte Ramon I l'hi obrí un procés que finalitzà el 1061 amb el jurament de fidelitat del vescomte al comte Ramon I. Mort aquest l'any 1068, es feu una convinença entre el seu fill, Guillem I i el vescomte Bernat pels castells de Sant Martí, Miralles, Queralt i Jóc. Uns anys més tard, el fill del vescomte, Ramon II prestava al seu torn jurament al comte Guillem I pels mateixos castells. Els juraments de fidelitat es repetiran per part de Ramon II envers el nou comte i hereu, Guillem II Jordà el 1095. L'any 1126, Pere I, vescomte de Castellbò, rebia per matrimoni els castells de Sant Martí, Miralles i Queralt. El domini d'aquests castells i, per tant, del pas de la via cerdana, interessava molt als Castellbò, secularment enfrontats al bisbat d'Urgell. El 1134, Pere I, vescomte de Castellbò jura fidelitat a Ramon Berenguer IV, comte de Barcelona, pels tres castells. Ara bé, la jurisdicció no era només dels Castellbò sinó compartida doncs el mateix any, Galceran de Pinós prestava jurament per un terç del senyoriu dels mateixos castells. El 1188 Arnau I de Castellbò i Alfons I d'Aragó renovaven el conveni del 1134. El 1277 l'altre propietari, Galceran III de Pinós, deixava en testament al seu fill Galceran tots els drets que posseïa de diversos castells, entre els quals, Sant Martí.
La pluralització del topònim apareix al segle xiv. Una explicació probable seria que aquest castell mantenia una certa centralització estratègica que controlava la línia de frontera des del fons de la vall, amb preeminència sobre els castells de Miralles i Queralt.El fogatge de 1365-1370 parla de 5 focs «reyals». El lloc fou incendiat durant la guerra de 1873 (Tercera guerra carlina).

### Els castlans
Es conserva molta documentació en el «Liber feudorum maior» i en l' Arxiu Capitular de la Seu d'Urgell respecte als castlans d'aquest castell. El 1095 hi consta Bernat Guitard. A finals del segle xi hi trobem Berenguer Bernat i, tot seguit, Ramon Ermengol. («Raimundi Ermengaudi de castrum Sancti Martini» les notícies del qual arriben fins al 1137.